# 후지스에 켄조
후지마사 켄조 (후지스에 켄조우, 1964년 2월 18일 , 복싱 링 네임: 아이언 후지스에 )는 일본의 정치가 . 자유민주당 소속의 전 참의원 의원 (3선). 도쿄 대학 공학부 조교수 를 거쳐, 중국 청화 대학 객원 교수, 와세다 대학 미래 혁신 연구소 객원 상급 연구원, 와세다 대학 연구원 객원 교수, 도쿄 이과 대학 대학원 경영학 연구과 기술 경영 전공 상석 특임 교수 ] . 민진당 참의원 정책 심의 회장, 총무 부대신 ( 노다 제3차 개조 내각 ), 참의원 총무 위원장 을 역임. 현재는, 도쿄 대학 대학원 정보학 정보 학부 객원 교수.

## 주요경력
1982년 3월 쿠마모토현립 쿠마모토고등학교 졸업
1986년 3월 도쿄공업대학 공학부 정보공학과 졸업
보트 부 소속: 전일본 신인선 준우승, 전일본 경량급 3위
1986년 4월 통상산업성(현: 경제산업성) 입성
환경정책과 (지구온난화대책정책담당)
전자기기과 (컴퓨터산업전자기술담당)
국제연구협력과 (러시아기술지원, 미일연구개발협력) 등
현재의 타다 아키히로(多田明弘) 경제산업성 사무차관은 동기
또, 오시마 가즈히로（大島一博） 후생노동성 사무차관은 쿠마모토 고교 보드부의 동기 (과장 보좌로 퇴직)
1994年 6월 Sloan School of Management, Massachusetts Institute of Technology에 유학
1995년 6월 MBA 취득
1995年 6월 Kennedy School of Public Policy, Harvard University 입학
복싱 부 소속: 1996년에 프로복서 라이센스를 매사추세츠주에서 취득
링 네임: 아이언 후지수에
1996년 6월 Master of Public Adminstration、Kennedy School of Public Policy, Harvard University취득
1999년 3월 31일 도쿄공업대학 대학원 박사 (학술)
2013년 3월 31일 와세다대학 아시아태평양연구과 박사 (국제관련론)
1999년 4월 도쿄대학 대학원 공학계 연구과 전임강사·준교수
기술경영·창업론 연구 강의 제자 10명 이상 창업가 탄생
2004년 7월 ~ 2022년 6월 참의원 의원 초선(이후 3기 당선)
18년간 베트남에 8번 방문.
일본베트남 의원연맹 임원으로, 2016년 베트남 남국가대학(VNU) 산하에 설치된  닛코시대학 설립에 진력.
중소기업금융안정화법 중소기업현재법 등 33개 의원입법 국회제출
자연에너지추진의원연맹 사무국장(2008년 - 현재)
일미의원 다이얼로그 사무국장(2019년 - 현재)
일본우주의원연맹(2012년 - 현재)
한일협력위원회 이사(2018년 - 현재)
일본 몰도바 우호의원연맹 창시자 및 사무국장(2020년 - 현재)
재정사회보장정책연구회 사무국장(2021년 - 현재)
재정금융위원회 이사(2016년 - 2022년) 등
2005년 9월 ~ 2011년 3월 와세다 대학 환경에너지연구소 객원교수
2005년 9월 ~ 2008년 8월 칭화대학교 계속교육원 과정 교수
2010년 ~ 2014년 카네기멜론대학교 CYLAB 특임펠로우
사이버보안정책의 미일협력 추진(의원입법 ‘사이버보안기본법'을 담당)
2011년 5월 ~ 2012년 7월 참의원 총무위원장
2012년 총무부대신 우정담당 부대신
방송과 통신 일체화 추진, 우정그룹 체제 재검토 검토 등
2020년 4월 ~ 2023년 3월 와세다 대학 연구원(미래 이노베이션 연구소) 객원교수
2022년 9월 ~ 현재 Tanaakk주식회사(타낙) 사외이사
2022년 10월 ~ 현재 도쿄대학교 대학원 정보학환 객원교수
WEB3, 메타버스, 블록체인, 가상자산에 관한 법제 정비 연구
2022년 11월 ~ 현재 인도공대 하이데라바드교 특별교수 일본·인도 우호 추진
2022년 11월 ~ 현재 게이오기주쿠대학 국제비즈니스 창생센터 객원교수
일본기업·산업의 국제비즈니스전략 연구

### 정계 진출·민주당 시절
2004년의 제20회 참의원 의원 통상선거 에서는 민주당 공인으로 비례구로 부터 입후보해, 첫당선 . 2005년(41세) 중국의 청화대학 객원 교수 취임, 와세다대학 객원 교수 취임 .
2010년 제22회 참의원 의원 통상선거 에서 재선.
2016년 제24회 참의원 의원 통상선거에 민진당 공인으로 비례구에서 입후보. 후지스에의 득표수는 비례 후보자 22명 중 10위. 동당이 비례로 획득한 11의석 가운데 들어서 3선을 달성했다 .
【의원 기간 중의 활동】
- 18년간 베트남에 8회 방문. 일본 베트남 의원연맹 임원으로서 2016년 베트남 국가대학(VNU)의 산하에 설치된 닛코시 대학의 설립에 진력.
- 중소기업 금융안정화법, 중소기업 현재법 등 33개 의원입법을 국회 제출
- 자연에너지추진의원연맹사무국장(2008-현재)
- 미·일 의원 다이얼로그 사무국장(2019년-현재)
- 일본 우주 의원 연맹(2012년-현재)
- 한일협력위원회 이사(2018년-현재)
- 일본 몰도바 우호 의원 연맹 창시자·사무국장(2020년-현재)
- 재정사회보장정책연구회 사무국장(2021년-현재)
- 재정금융위원회 이사(2016년-2022년)

### 민진당 이당
민진당에서 정조 회장 대리를 맡았지만, 2017년 7월 2일, “민진당은 선거협력 의 이름 아래 왼쪽에 들르고 있다”며 민진당에 이당신고를 제출 . 이에 대해 민진당은 이당신고를 접수하지 않고 제적 처분으로 하기로 결정하고 참원비례대표로 당선한 것을 근거로 의원사직권고도 한다고 했다

### 국민의 목소리 설립에서 자유민주당회파 이후
2017년 10월에 참의원회파 ‘ 국민의 목소리 ’를 설립하여 대표로 취임, 2018년 10월(54세) 통일회파 ‘자유민주당·국민의 목소리’ 결성, 자유민주당회파에 입회했다
2021년 7월, 다음해의 제26회 참의원 의원 통상선거에 자유민주당 공인으로 비례구보다 출마하는 것이 내정했다 .
2022년 1월, 시공회 (아소파)에 입회했다 .
국회법의 규정에 따라 타당으로부터의 입후보에 제약이 걸리기 때문에, 같은 해 6월 15일( 제208회 국회 폐회일)부에서 참의원 의원을 사직 (의원사직에 따라, 자유민주당은 후지마에 를 공인)해, 제26회 참의원 의원 통상 선거에 입후보해 4선을 목표로 했지만, 낙선했다. 또 후지마에의 의원사직에 따라 민주당의 비례 명부의 차점이었던 타죠이루 가 2022년 6월에 앞당겨 당선 이 되어 같은 해 7월까지 1개월의 임기의 참의원 의원이 되었다.

### 선거
- 2004년 7월 11일 - 제20회 참의원 의원 통상선거 (비례구) 첫 당선. 182,891 표.
- 2010년 7월 11일 - 제22회 참의원 의원 통상선거 (비례구) 재선. 128,511 표.
- 2016년 7월 10일 - 제24회 참의원 의원 통상선거 (비례구) 3선. 143,188 표.
- 2022년 7월 10일 - 제26회 참의원 의원 통상선거 (비례구) 낙선. 74,128 표.

### 정력
- 2005년 - 내각 경제산업 부대신 취임.
- 2007년 - 제4대 민주당 청년국장 취임.
- 2011년 - 참의원 총무위원회 위원장 .
- 2017년 7월 - 민진당에 이당 신고를 제출. 수리되지 않고 제적 처분.
- 2017년 10월 - 원내회파 ' 국민의 목소리 '를 설립하여 대표로 취임.
- 2018년 10월 - 참의원회파 “자유민주당·국민의 목소리”를 결성[11] .
- 2022년 6월 - 자민당 입당.

## 정책·주장
- 만화 · 애니메이션 · 게임 등의 표현의 자유 를 추구하는 운동과 연대해 코로나 사태 에서의 코믹 마켓 개최나 크리에이터의 지원 등, 콘텐츠 산업 에 관한 정책에 노력하고 있다[12] .
- 이계를 중시하고, 이공계의 기술자의 지위 향상·기술사의 진흥에 적극적이다[13] .
- 선택적 부부별 성 제도에 찬성의 입장을 취한다[14] .
- 혼외자 차별의 철폐에 찬성한다. 2013년 11월 21일에, 출생신고에 기재사항으로부터 질출 ·비질출의 따로를 삭제하는 취지의 호적법 개정안을 야당 공동으로 참의원에 제출하고 있다[15] .

## 소속단체·의원연맹
- 만화, 애니메이션, 게임에 관한 의원 연맹
- 대중정책에 관한 국회의원연맹

## 저서
- "알고 있니?" 우리의 평화 헌법」
- "도전! 20대 기업의 필승 룰」
- 『FTA가 만드는 일본과 아시아의 미래』(후지스에 켄조, 코이케 마사유키/오픈 지식간)
- 「기술 경영론」(후지마에 켄조 저/ 생산성 출판 간)
- 「기술 경영 관리」(후지마에 켄조 저/재團法人中衛發展중심 간)
- 『이노베이션 창출의 경영학』(후지스에 켄조, 이타쿠라 히로아키, 후지와라 요시유키 저/ 백도 서방 간)
- 「기술 경영 입문 개정판」(후지마에 켄조 저/ 니케이 BP 사간)
- 『이치야나기 료오의 벤처 실천 학원』(이치야나기 료오, 이쿠타 테츠로, 다나카 마사히로, 후지스에 켄조, 야마구치 슌스케, 무라이 카츠, 오다 테츠오, 혼소 슈지 저/ 일간 공업 신문사 간)
- 『실무적 환경법 입문』(후지스에 켄조 저/ NI 사간)
- 「테크놀로지 인큐베이터 성공의 조건」(사카다 이치로, 노부하라 마코토시, 후지마에 켄조 저/ 경제 산업 조사 회간)
- 「대학으로부터의 신규 비즈니스 창출과 지역 경제 재생」(사카다 이치로, 후지마에 켄조, 노하라 마코토시 저/경제 산업 조사 회간)
- 「기술 경영 입문」(후지마에 켄조 저/ 생산성 본부 출판 간)
- 'Japanese Firms' International R&D Activities'(Kenzo Fujisue)